# Batalha de Baida
Batalha de Al Baida foi um confronto entre o exército leal ao líder líbio Muammar Gaddafi e os rebeldes no âmbito da Guerra Civil Líbia de 2011.

## Desenvolvimento da batalha
Em 16 de fevereiro, milhares de pessoas tomaram as ruas de Al Baida para exigir a renúncia do líder líbio Muammar Gaddafi e, nos confrontos com a polícia, cinco pessoas morreram. No dia seguinte, durante vários confrontos entre a população e a polícia  entre 15 a 46 civis são mortos.
No dia 18, após novos confrontos, a polícia local se juntou à rebelião, deixando a cidade completamente dominada pelos rebeldes. Nesse mesmo dia, tropas mercenárias chegaram à cidade para recuperá-la, mas foram repelidas. Muitos destes são trancados em uma delegacia de polícia e queimados vivos pelos rebeldes, enquanto outros foram executados em frente ao Palácio da Justiça.